# Cryptus ohshimensis
Cryptus ohshimensis är en stekelart som beskrevs av Tohru Uchida 1930. Cryptus ohshimensis ingår i släktet Cryptus och familjen brokparasitsteklar. Inga underarter finns listade i Catalogue of Life.